# Зилцен
Зилцен (њем. Silzen) општина је у њемачкој савезној држави Шлезвиг-Холштајн. Једно је од 112 општинских средишта округа Штајнбург. Према процјени из 2010. у општини је живјело 171 становника. Посједује регионалну шифру (AGS) 1061100.

## Географски и демографски подаци
Зилцен се налази у савезној држави Шлезвиг-Холштајн у округу Штајнбург. Општина се налази на надморској висини од 22 метра. Површина општине износи 6,7 km². У самом мјесту је, према процјени из 2010. године, живјело 171 становника. Просјечна густина становништва износи 26 становника/km².

## Међународна сарадња
| Мјесто | Држава | Врста сарадње | Од    |
| ------ | ------ | ------------- | ----- |
|        | Финска | партнерство   | 1973. |
| Извор  |        |               |       |